# Корневатик

Корневатик современной работы, р. Большой Юган.
Автор: Леонид Каюков, 2007 год

Корнева́тик (манс. тар караник, хант. — кераник, лар йиныл, тары йиныл, кыр йиныл, тар йиник, ёкмын) — плетёный сосуд, изготовляемый обычно из кедрового корня и черёмухового прута. Широко бытовал у обских финно-угров — ханты и манси. Использовался для хранения домашней утвари, боеприпасов, пищевых продуктов. Сейчас изготавливается на сувениры.
У В. И. Даля находим такое определение слова «Корневатик м. или корневатка ж. сиб., корнятка пск. твер. — плетушка, корзина из корней, кореньев, корневик».

## Способ изготовления
Для плетения корневатиков заготавливается так называемая сарга — «тонкая дранка, прутья, вичьё, коренья для вязки и плетенья». Для этого кедровые корни раскалывают на четыре части и затем от наружной части древесины отделяют несколько тонких слоев. Эти ленты очищают от защепин и, при необходиости, делят на более узкие ленты. Сарга, свёрнутая в кружки, высушивается и хранится до надобности. Вымоченный в воде материал имеет те же свойства, что и свежий. Также из кедровой сарги раньше плели верёвки.
Изготавливается корневатик путём оплетения черёмухового прута лентами из кедрового корня. Техника плетения состоит в продёргивании рабочей ленты в щель, сделанную шилом на оплётке предыдущего витка. После требуется туго затянуть плетение, чтобы сосуд оставался плотным при высыхании. Форма корневатика (округлая или прямоугольная) определяется формой основы из прута. Отдельно плетётся крышка, которая привязывается сыромятными ремешками. Из таких же ремешков делается ручка для переноски изделия. Плетение корневатиков очень трудоёмко и требует физических усилий, поэтому традиционно считалось мужской работой.

## Использование

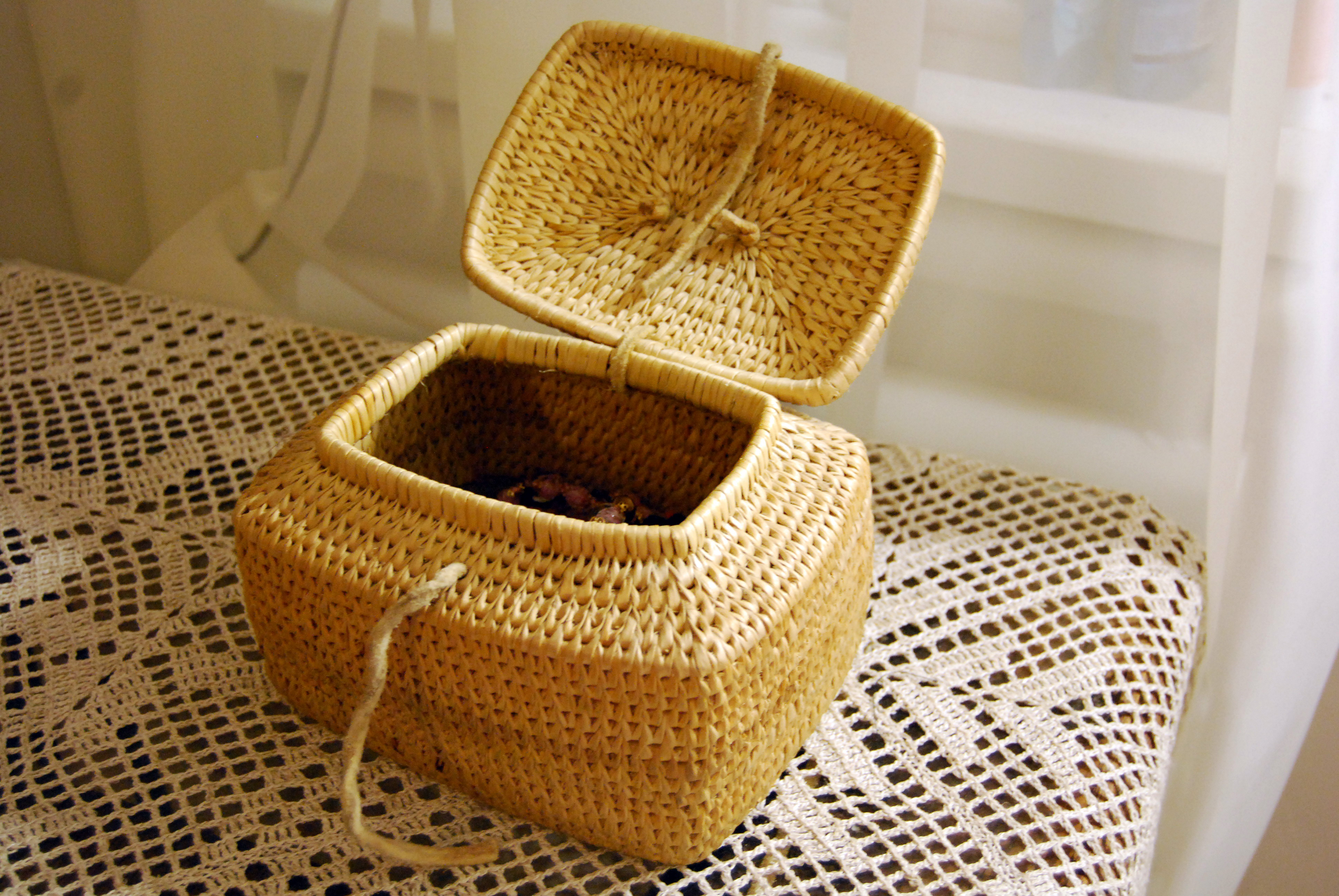
В корневатике хранят домашнюю утварь, боеприпасы, пищу

А. А. Дунин-Горкавич, объехавший в конце XIX — начале XX веков почти весь Обской Север, пишет: 

Сундуки и коробки заменяются у остяков плетеными корноватиками… Корноватики бывают разных форм и величин, но наибольшей прочностью и вместимостью отличаются овальные.
Корневатики широко использовали для хранения различных мелких предметов обихода: боеприпасов, наконечников стрел, кусков рога, бляшек, инструментов. Большие корневатики использовали как сундуки и хранили в них выделанные шкуры, камус, посуду. Для хранения ритуальных предметов также использовали корневатики. Благодаря высокой гигроскопичности материала, плотному плетению и хорошо подогнанной крышке, корневатики защищали содержимое от порчи и отсыревания. Их было удобно переносить и брать в поездки.

## Современное бытование корневатика
В XX веке корневатики утратили своё хозяйственное значение. Постепенно ремесло исчезло на большей части прежнего ареала. И, хотя корневатики хранятся в фондах большинства музеев Ханты-Мансийского округа, современных мастеров осталось очень мало. В 2010 году корневатик номинировался на одно из чудес финно-угорского мира.